# Europa Cup (korfbal) 1986
De Europacup korfbal 1986 is voor de tweede en tevens laatste keer in de historie verdeeld in 2 edities; een editie met veldkorfbal en een editie met zaalkorfbal.
Dit was de laatste keer dat de Europacup op het veld werd gespeeld. Vanaf 1987 was de Europacup alleen in de zaal.

## Veldkorfbal Editie
De Europacup korfbal 1986 is de 19e editie van dit internationale korfbaltoernooi. 
Het deelnemersveld bestaat in deze editie uit 4 teams, 1 team uit Nederland, België, Duitsland en Verenigd Koninkrijk.
Het toernooi wordt in dit jaar afgewerkt in 1 dag. Slechts 1 halve finale, gevolgd door een finale.

### Deelnemers
Poule
| Club           | Plaats         |
| -------------- | -------------- |
| Fortuna        | Delft          |
| Crystal Palace | Londen         |
| AKC            | Antwerpen      |
| Adler Rauxel   | Castrop-Rauxel |

### Wedstrijdschema
| Thuisploeg   |   | Uitploeg       | Uitslag |
| ------------ | - | -------------- | ------- |
| Fortuna      | - | Adler Rauxel   | 16-1    |
| AKC          | - | Crystal Palace | 16-4    |
| Fortuna      | - | Crystal Palace | 12-2    |
| AKC          | - | Adler Rauxel   | 10-5    |
| Adler Rauxel | - | Crystal Palace | 6-4     |
| Fortuna      | - | AKC            | 7-9     |

| Kampioen Europacup 1986 |
| ----------------------- |
| AKC Eerste titel        |

## Zaalkorfbal Editie
De Europacup korfbal 1986 is de 2e editie van dit internationale korfbaltoernooi. In tegenstelling tot vorig jaar spelen er dit jaar 5 teams mee, in plaats van 6.

### Deelnemers
Poule 
| Club         | Plaats         |
| ------------ | -------------- |
| ROHDA        | Amsterdam      |
| AKC          | Antwerpen      |
| Mitcham      | Londen         |
| Orleans      | Orléans        |
| Adler Rauxel | Castrop-Rauxel |

### Wedstrijdschema
| Thuisploeg   |   | Uitploeg     | Uitslag |
| ------------ | - | ------------ | ------- |
| ROHDA        | - | Adler Rauxel | 26-10   |
| AKC          | - | Mitcham      | 28-10   |
| ROHDA        | - | Mitcham      | 29-17   |
| AKC          | - | Adler Rauxel | 24-6    |
| Adler Rauxel | - | Mitcham      | 15-11   |
| ROHDA        | - | AKC          | 16-14   |

| Kampioen Europacup 1986 |
| ----------------------- |
| ROHDA Eerste titel      |

## Eindklassement
| Positie | Club           |
| ------- | -------------- |
| Goud    | ROHDA          |
| Zilver  | AKC            |
| Brons   | Adler Rauxel   |
| 4       | Crystal Palace |